# Mats Hylin
Mats Hylin är en svensk företagsledare, entreprenör, uppfinnare och patentinnehavare, mest känd för sitt arbete som ordförande för organisationen A Non Smoking Generation under mellan 1987 och 2004 och för att först i världen utvecklat intelligenta real-time system för utomhusreklam (DOOH). 

## Biografi
Mats Hylin var marknadschef för SF Bio under 1980-talet och utvecklade multibiografkonceptet Filmstaden. Han var VD på Essilor AB och senare koncernchef på AB Förenade Are bolagen. Han grundade bolaget DHJ Media AB 1996 och fick ett av de största reklamavtalen i världen i och med avtalet med London Tunnelbana. Tillsammans med sina kollegor Mats Dahlgren och Joakim Jonason var han först i världen med att  utveckla och patentansökt flera teknologier som möjliggör dynamisk och fjärrstyrd visning av information på offentliga platser som möjliggjort avtalet i London. Några av de mest framstående patenten inkluderar:
- Digital Information System (US Patent No. 7,382,334): Ett system som möjliggör fjärrstyrd visning av information via digitala skärmar, såsom TV-apparater eller kameror, på platser som är lättillgängliga för allmänheten.[3]
- Information System (US Patent No. 6,507,949): En metod och anordning för att tilldela informationskategorier och prioritet för exponering av information i ett digitalt informationssystem, vilket möjliggör effektiv hantering av innehåll som visas på offentliga platser.[4]
- Digital Information System (US Patent No. 6,005,534): Ett system för att visa information på minst en displayenhet med hjälp av minst en projektor, där exponeringarna presenteras på platser som är lättillgängliga för allmänheten.[5]

Dessa innovationer har haft en betydande inverkan på hur digital information presenteras och hanteras på offentliga platser, särskilt inom utomhusreklam och biografsektorn. Mats Hylin har också varit involverad i ett stort antal rättsliga processer i USA och Kanada relaterade till dessa patent, inklusive som VD för T-Rex Property AB. Företaget har varit involverat i flera rättstvister relaterade till patentintrång, där de hävdar att användningen av datorer för att fjärrstyra digitala skyltar utan licens bryter mot deras patent.
Sedan 2003 har Mats Hylin varit verksam som entreprenör och affärsängel. Han startade bland annat Lokalmedia, PlusTV OY,  Trex Property. Han var mellan 2013 och 2020 styrelsemedlem i Hallmedia som senare såldes till BonnierNews.  